# KK Aleta Puntamika
O Košarkarški Klub Sonik-Puntamika (em português:  Basquetebol Clube Sonik-Puntamika), conhecido também apenas como Sonik-Puntamika, é um clube de basquetebol baseado em Zadar, Croácia que atualmente disputa a Prva Liga. Manda seus jogos no Jazine Basketball Hall com capacidade para 3.500 espectadores.

## Histórico de Temporadas
| Temporada | Nível | Liga       | Pos. | J     | PL  | Resultado         |
| --------- | ----- | ---------- | ---- | ----- | --- | ----------------- |
| 2004-05   | 2     | A2         | 1º   | 10-0  |     |                   |
| 2005-06   | 1     | A1         | 6º   | 4-10  |     |                   |
| 2006-07   | 1     | A1         | 6º   | 4-10  |     |                   |
| 2007-08   | 1     | A1         | 9º   | 12-8  |     |                   |
| 2008-09   | 1     | A1         | 14º  | 4-6   |     | Rebaixado         |
| 2009-10   | 1     | A1         | 9º   | 7-3   |     |                   |
| 2010-11   | 1     | A1         | 5º   | 5-9   |     |                   |
| 2011-12   | 1     | A1         | 14º  | 8-12  |     | Rebaixado         |
| 2012-13   | 2     | A2         | 2    | 20-2  |     |                   |
| 2013-14   | 2     | A2         | 2    | 14-4  |     |                   |
| 2014-15   | 2     | A2         | 4    | 11-9  |     |                   |
| 2015-16   | 2     | Prva Liga  | 2    | 16-3  |     |                   |
| 2016-17   | 2     | Prva Liga  | 2º   | 12-2  |     |                   |
| 2017-18   | 3     | Druga Liga | 2º   | 12-2  |     |                   |
| 2018-19   | 2     | Prva Liga  | 1º   | 17-5  | 4-1 | Promovidocampeão  |
| 2019-20   | 1     | Premijer   | 9º   | 10-14 |     |                   |
| 2020-21   | 1     | Premijer   | 5º   | 18-15 | 0-2 | Quartas de finais |
| 2021-22   | 1     | Premijer   | 12º  | 5-17  |     | Rebaixado         |
| 2022-23   | 2     | Prva Liga  | 12º  | 1-32  |     |                   |
| 2023-24   | 3     | Druga Liga | 1º   | 7-1   |     | Promovidocampeão  |
| 2024-25   | 2     | Prva Liga  | 9º   | 11-15 |     |                   |

fonte:eurobasket.com

## Títulos

### Competições domésticas
- Segunda divisão
  - Campeões (1): 2018-19

- Terceira divisão
  - Campeões (1):2023-24